# Kiuas

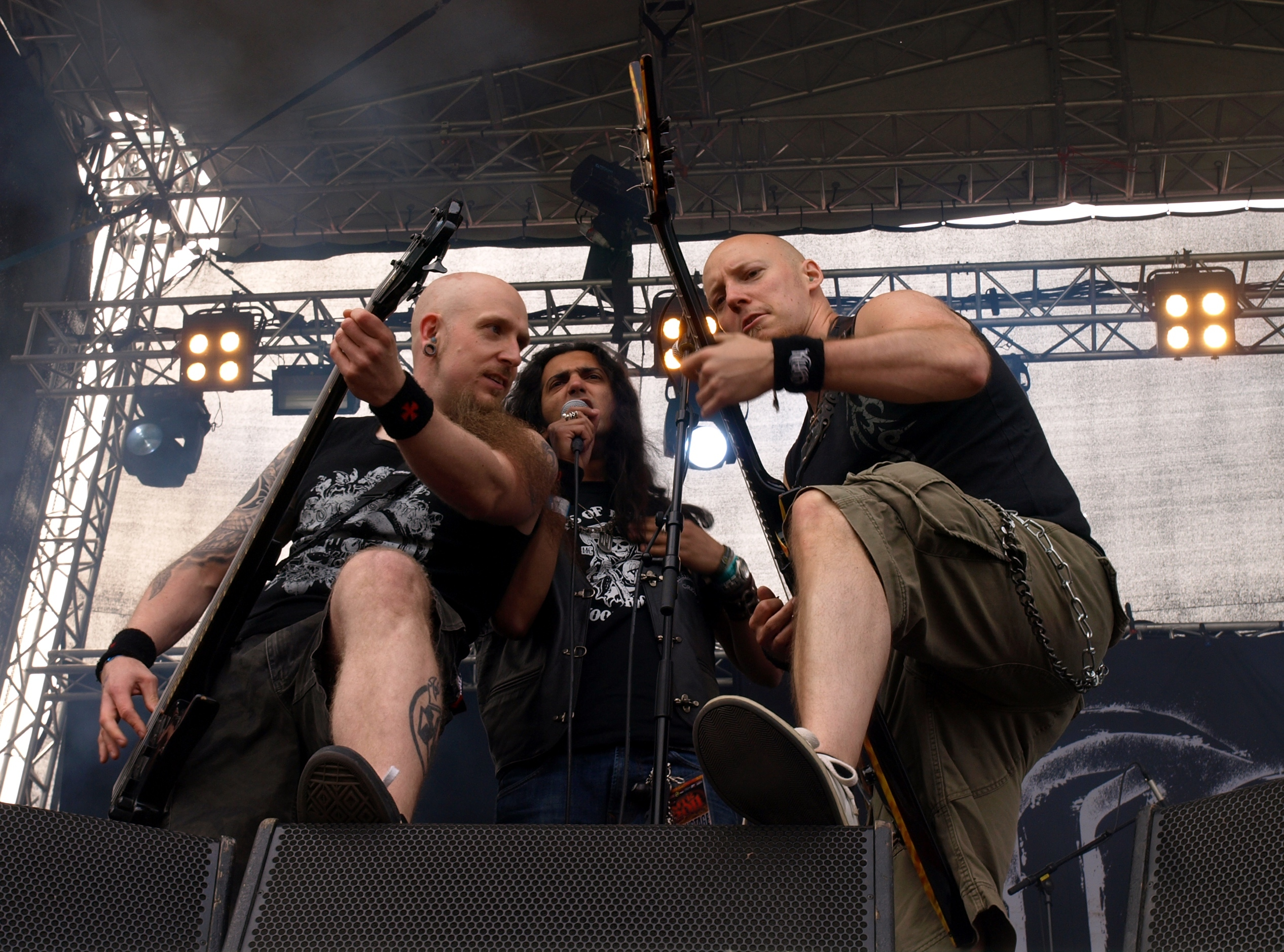
Teemu Tuominen, Asim Searah, Mikko Salovaara

Kiuas var ett finskt heavy metalband bildat 2000 i Esbo i Finland. Deras musik har lite power metal och olika stilar av folk metal och extrem metal. Vissa låtar har också progressiv metal.

## Historia
Innan bildandet av Kiuas hade Markku Näreneva, Teemu Tuominen och Ilja Jalkanen spelat i ett band som heter Iconofear som spelar mörk heavy metal. Iconofear hade bildats efter upplösningen av black-/death metalbandet Agonia. De släppte en EP innan de 3 musikerna lämnade bandet för att helt satsa på Kiuas. Kiuas bildades 2000 då de 4 ursprungliga medlemmarna Mikko Salovaara, Markku Näreneva, Teemu Tuominen och Atte Tanskanen hittade sångaren Ilja Jalkanen. 
Under 2002 finansierade de sig själva. Det var också under 2002 som de släppte sin första demo, The Discipline of Steel, som innehöll 4 låtar, och var djupt rotad i mystik och betydelse av stål, och dess inverkan på den finländska kulturen.
2003 var ett framgångsrikt år för dem. De släppte albumet Born Under the Northern Light, och snart hade de mängder av skivkontrakt. Med fans på sin sida undertecknade de skivkontraktet med Rage of Achilles.
Senare samma år rapporterade Rage of Achilles att de gick i konkurs eftersom de inte kunde försörja sig själva på grund av att de tillhört många skivkontrakt på kort tid. Av denna anledning fick Kiuas och deras medarbetare, Amoral, Elenium, Omnium, Gatherum och Manitou gå hem utan något officiellt utgivet album. Några månader senare kom ett erbjudande från ett av de stora märkena, Spinefarm Records. 
2005 avslutades och släpptes deras första fullängdare (The Spirit of Ukko) som baserades på Pagan-gudarna, främst Ukko, därav namnet. Där finns låtar som "Warrior Soul", och "Across The Snow" som sjungs på finska. I maj släppte 2006 de sitt andra fullängdsalbum Reformationen. Det är i allmänhet mer strukturerat och tekniskt, samtidigt som signaturen har ljudet av Kiuas. Albumet The New Dark Age släpptes den 12 mars 2008 i Finland. Albumet var ett smärre avsteg från de tidigare albumen, eftersom det fått ett mycket tyngre och grymmare ljud. Det nya albumet som släpptes 2010, Lustdriven, innehåller 10 låtar som till exempel "Kiuassault".
Bandet upplöstes 2013.

## Etymologi
Namnet Kiuas på finska översätts till bastuugnen, medan namnet på bandet kommer från ordet 'hiidenkiuas', som betyder 'skottkärra som består av en hög med stenar'.

## Medlemmar
Senaste medlemmar
- Teemu Tuominen – basgitarr (2000–2013)
- Mikko Salovaara – gitarr, sång (2000–2013)
- Rainer "Raikku" Tuomikanto – trummor (2011—2013)
- Jari Pailamo – keyboard (2011–2013)

Tidigare medlemmar
- Ilja Jalkanen – sång (2000–2010)
- Markku Näreneva – trummor (2000–2011)
- Atte Tanskanen – keyboard (2000–2011)
- Asim Searah – sång, gitarr (2010–2012)

## Diskografi
Demos
- The Discipline of Steel (2002)
- Born Under the Northern Lights (2003)

Studioalbum
- The Spirit of Ukko (2005)
- Reformation (2006)
- The New Dark Age (2008)
- Lustdriven (2010)

EP
- Winter in June (2004)
- Kiuas War Anthems (2008)
- Sailing Ships (2009)

Singlar
- "Race with the Falcons" (2006)
- "Of Sacrifice, Loss and Reward" (2008)
- "Of Love, Lust and Human Nature" (2010)

Samlingsalbum
- Greatest Hits (2011)

Musikvideor
- The Decaying Doctrine (2008)
- Conqueror (2008)
- Of Love, Lust and Human Nature (2010)